# Antofagasta

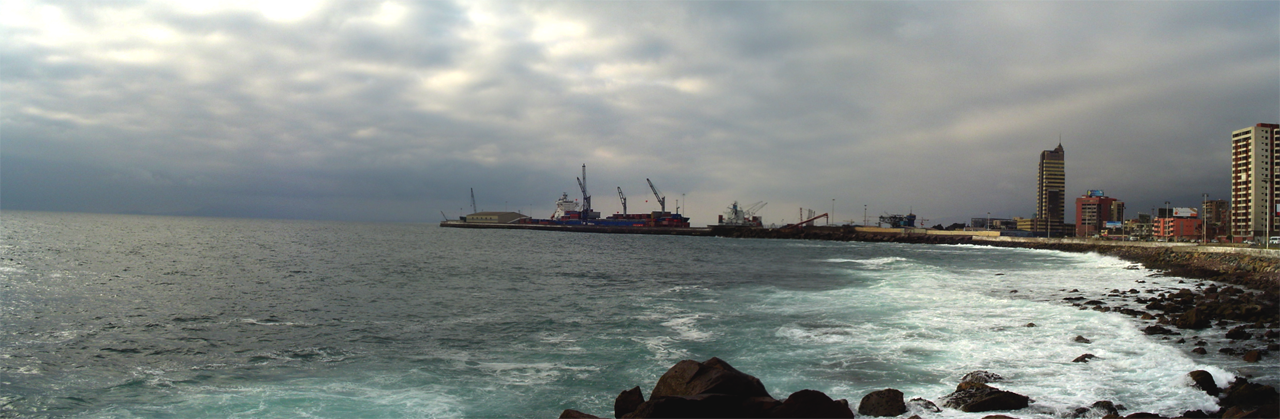
Antofagasta

Antofagasta – miasto portowe w północnym Chile, nad Oceanem Spokojnym, ośrodek administracyjny regionu Antofagasta. W 2002 roku miejscowość miało 318,8 tys. mieszkańców.
W mieście rozwinął się przemysł chemiczny, spożywczy, włókienniczy oraz stoczniowy.

## Miasta partnerskie
- Ambato
- Corvallis
- Split
- Tongling
- Wolos